# سناجان (غندمان)
سناجان (بالفارسية: سناجان) هي قرية تقع في إيران في قسم غندمان الريفي. يقدر عدد سكانها بـ 145 نسمة بحسب إحصاء 2016.